# Rotationsfordamper
 Der er for få eller ingen kildehenvisninger i denne artikel, hvilket er et problem. Du kan hjælpe ved at angive troværdige kilder til de påstande, som fremføres i artiklen.

Rotationsfordamperen er et redskab, der kan bruges til at destillere ting der normalt ikke destilleres. Fordamperen er ikke særlig alsidig og kan kun bruges til det den er skabt til. En rotationsfordamper er faktisk blot et destillationsapparat.
En kolbe med solvent bringes til at rotere i et varmt vandbad med en svaler/kondenser for enden af kolben. En vacuumpumpe tilsluttes, og når trykket begynder at falde, begynder væsken at destillere over, hvor den igen fortættes og løber ned i en opsamlingskolbe. Man udnytter derved at væsker har lavere kogepunkt ved lavere tryk. Til sidst er al solventet destilleret af og stoffet er tilbage i inddamperkolben.